# コンノトヒロ
コンノトヒロは、日本の漫画家。読み方はコンノ・トヒロ。本人曰く「1年に一回は読み方を聞かれるが コンノ・トヒロが正解だけど好きに呼んでチョ」とのこと。

## 概要
講談社『マガジンZ』主催の第3回永井豪新人大賞にて選外佳作を受賞後、同誌2001年6月号にて「ぷぎゅる」（読み切り作品）でデビューした。
作品のスタイルは基本的に4コマ漫画で、ギャグマンガを専門とする。

## 作品
- ぷぎゅる（全7巻）
月刊マガジンZ（講談社）掲載、2001年6月号から2008年5月号。
- こども無双（全1巻）
月刊マガジンZ（講談社）掲載、休刊に伴い連載終了。
- ぷあぷあ?（全5巻）
別冊少年マガジン（講談社）掲載、2009年10月号（創刊号）から2012年12月号。
- おーがちゃん（全2巻）
まんがタイムスペシャル（芳文社）掲載、2011年1月号、2011年3月号から2013年3月号、および2013年5月号。
- こもりちゃんはヤる気を出せ（全4巻）
別冊少年マガジン（講談社）にて2013年1月号から2014年8月号（同年7月9日発売）まで連載し、掲載誌を移籍。週刊少年マガジン（講談社）にて2014年41号（同年9月10日発売）まで連載を再開。
- デスちち（全2巻）
月刊アクション（双葉社）にて2013年8月号から連載。
- まほうつかえない（全2巻)
モーニング・ツー（講談社）にて2017年1号から連載。